# Cortinarius acetosus
Cortinarius acetosus (Velen.) Melot – gatunek grzybów należący do rodziny zasłonakowatych (Cortinariaceae).

## Systematyka i nazewnictwo
Pozycja w klasyfikacji według Index Fungorum: Cortinarius, Cortinariaceae, Agaricales, Agaricomycetidae, Agaricomycetes, Agaricomycotina, Basidiomycota, Fungi.
Po raz pierwszy opisał go w 1921 r. Josef Velenovský, nadając mu nazwę Hydrocybe acetosa. Obecną nazwę nadał mu w 1977 r. Jacques Melot, przenosząc go do rodzaju Cortinarius.

## Morfologia
Kapelusz
Średnica 4–6 cm, kształt wypukły do stożkowatego, silnie karbowany z podwiniętym i pofalowanym brzegiem, higrofaniczny. Powierzchnia rdzawo-brązowa, u młodych okazów delikatnie filcowata.
Blaszki
O szerokości 3-10 (15) mm, szerokie, grube, rdzawobrązowe, początkowo rdzawe, potem crdzawopłowe. Ostrza postrzępione, jaśniejsze.
Trzon
Wysokość 5–11 cm, grubość 1–1,5 cm, mocny, wrzecionowaty lub lekko zwężający się ku górze. Powierzchnia gładka, bez pozostałości zasnówki, z zanikającymi resztkami osłony, podstawa biała, zawsze spiczasta.
Miąższ
Ochrowobeżowy o silnym zapach jodoformu, octu.
Cechy mikroskopowe
Bazydiospory eliptyczno- migdałowate, dość mocno ornamentowane, z rozproszonymi brodawkami, niejednorodne, o wymiarach 9–10,5 (11) × 5–6 (6,5) μm, Q = 1,7.

## Występowanie i siedlisko
Znany jest głównie w Europie, poza nią podano jego występowanie tylko w jednym miejscu w Ameryce Północnej. Brak go w opracowanym w 2003 r. przez Władysława Wojewodę wykazie wielkoowocnikowych grzybów podstawkowych Polski. Jego stanowiska po raz pierwszy podali Gierczyk i inni w 2018 r.
Naziemny grzyb mykoryzowy. Rośnie pod drzewami liściastymi.